# 松平重昌
松平 重昌（まつだいら しげまさ）は、江戸時代中期の大名。越前国福井藩11代藩主。

## 生涯
寛保3年（1743年）8月22日、一橋徳川家の当主・徳川宗尹の長男として江戸で誕生した（「一橋徳川家記」）（福井松平家の家記では23日としている）。母は一条兼香の娘・一条顕子。同年9月1日、8代将軍徳川吉宗により、父・宗尹と同じ幼名「小五郎」を授けられる。
延享4年（1747年）6月12日、幕命により、福井藩藩主・松平宗矩の養子とされ、於義丸と改名する（於義丸は、藩祖・結城秀康の幼名である）。
寛延2年（1749年）10月21日に宗矩が没したため、同年12月7日に襲封した。
宝暦5年（1755年）6月13日に元服し、家重から偏諱を授けられ重昌と名乗り、従四位上左近衛権少将兼越前守に叙任される。
宝暦8年（1758年）3月18日、16歳で死去した。法名は源隆院。
尾張藩藩主・徳川宗勝の七女・品姫（瓊樹院）と縁組していたが、婚姻前に重昌が死去した。品姫は、のち松平頼前に嫁いだ。

### 死後
同年（宝暦8年）3月21日、幕命により、異母弟・重富が後嗣となった。

## 藩政
若年で相続し、早世したため、治世時の業績は直裁ではなく、おおよそ家臣らの手によるものである。相続前に幕府からの預所が全て幕府直轄となった。これは藩としては減収となる。さらに地域を天候不順が襲い、領民の逃散が多く、藩は困窮する領民に米を貸し出している。また、洪水や津波、凶作などの天候不順に見舞われている。
宝暦6年中には「他国商為替銀貸付会所」を設立している。
宝暦6年（1756年）1月22日、飛騨郡代支配下の幕府領丹生郡本保村にて本保騒動が起こり、26日には鯖江藩と共同で鎮圧のために出兵している。大きな騒動は収まったが、その後も越前国内は不穏な動きが相次いだ。